# منتخب الولايات المتحدة تحت 20 سنة لكرة القدم
منتخب الولايات المتحدة تحت 20 سنة لكرة القدم هو ممثل الولايات المتحدة الرسمي في المنافسات الدولية في كرة القدم في فئة كرة قدم تحت 20 سنة للرجال.